# Distretto di Khao Saming
Il distretto di Khao Saming (in thailandese: เขาสมิง) è un distretto (amphoe) della Thailandia, situato nella provincia di Trat.